# Metacerkaria
Metacerkaria – jedna z larw cyklu rozwojowego przywr wnętrzniaków. Powstaje przez otorbienie się cerkarii i utracenie przez nią ogonka. Taka incystowana cerkaria jest postacią inwazyjną. Dostaje się biernie wraz z pokarmem do organizmu żywiciela ostatecznego i przekształca się w postać dorosłą.